# Мускулоліт

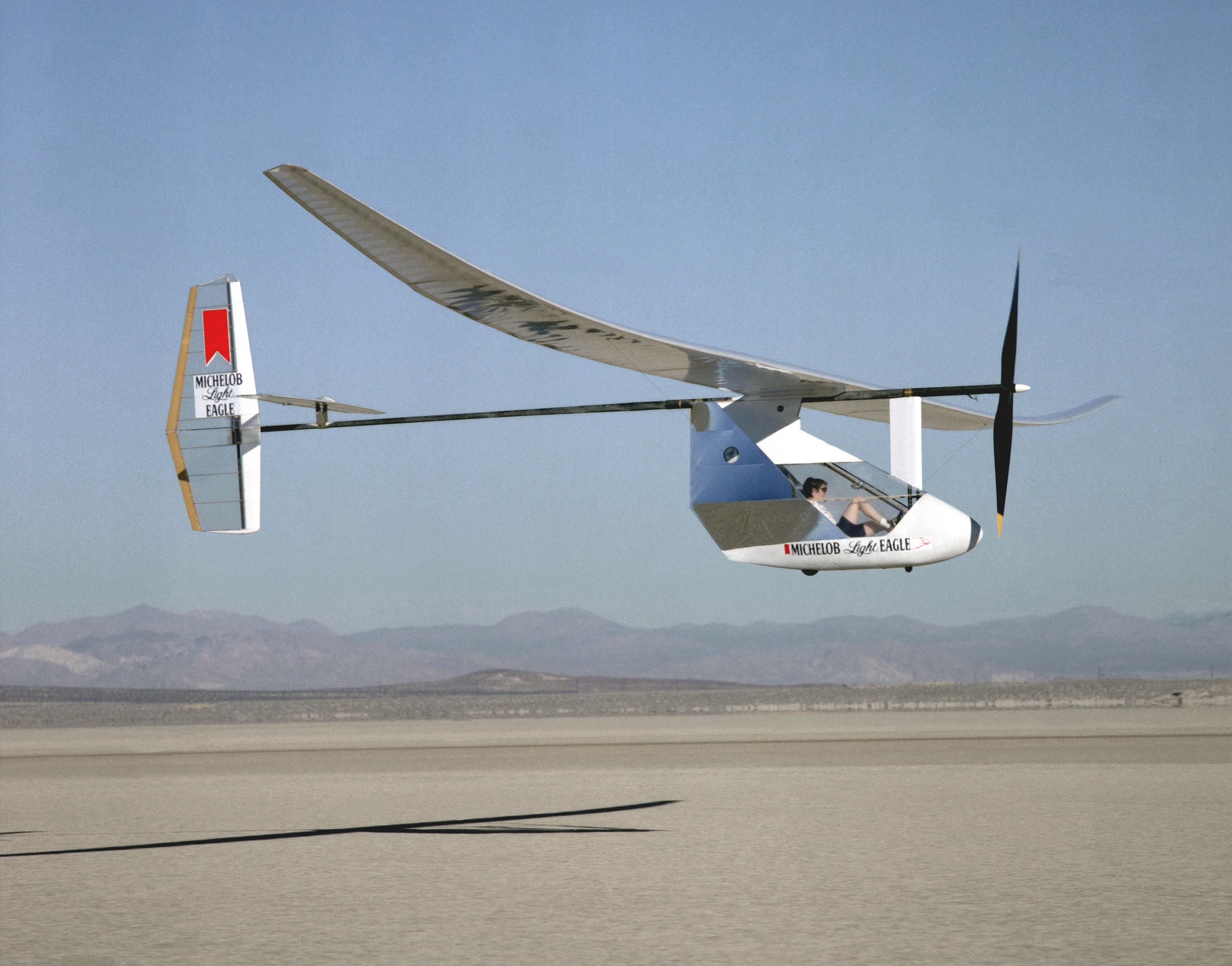
Мускулоліт «Дедал» в польоті. 1987 рік

М'язоліт (мускулоліт) — літальний апарат, що приводиться в дію мускульною енергією пілота. Апарати можуть бути виконані у вигляді літака, вертольота і махольота. Отримали велике поширення мускулольоти, виконані за схемою літака.

## Призи та рекорди

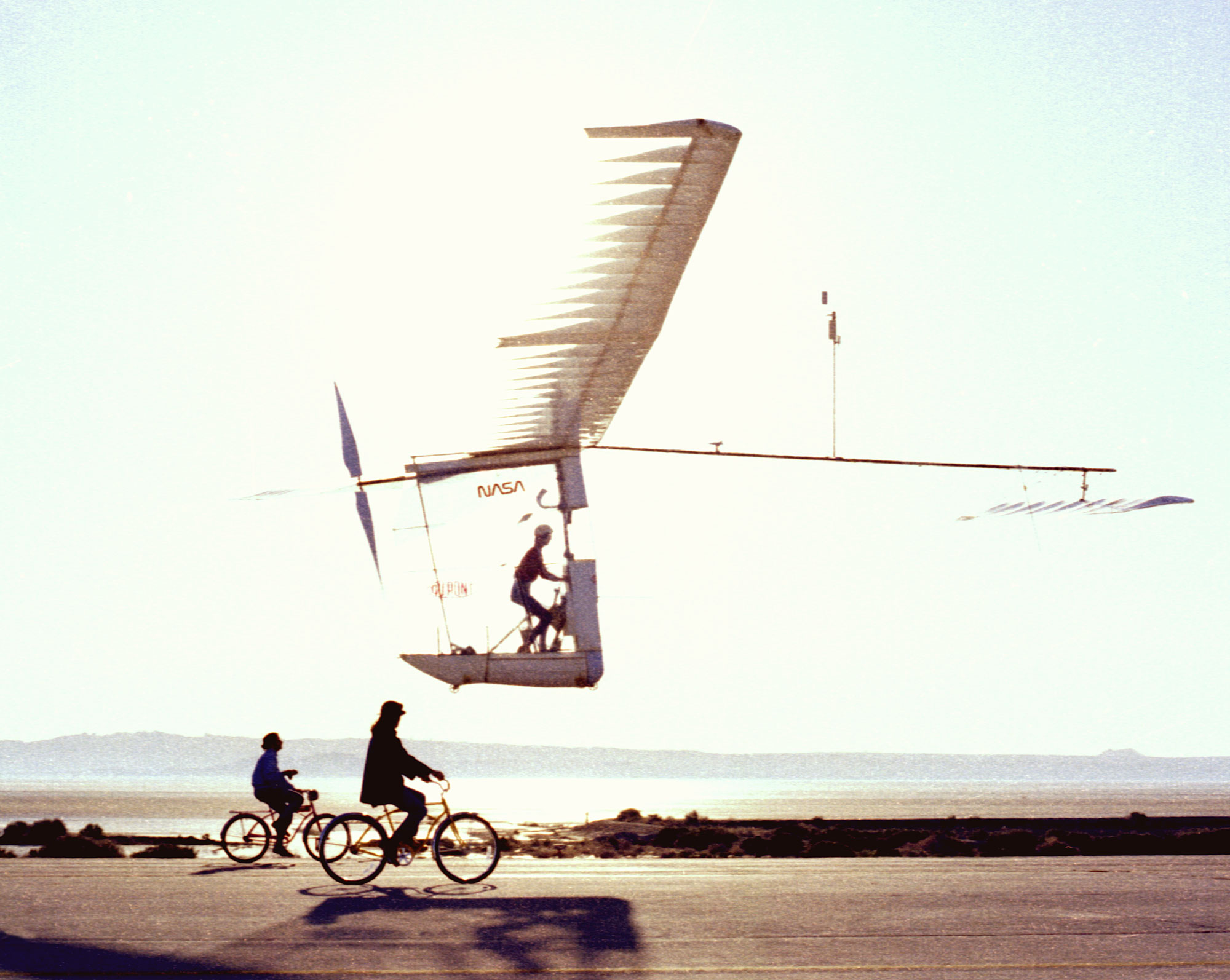
Gossamer Albertross II у польоті

Створення мускулольота стимулювалося оголошенням численних грошових премій, наприклад, в 1977 році Генрі Кремером (Henry Kremer) був заснований приз в £ 100 000 за переліт через Ла-Манш на мускулольоті. 12 червня 1979 26-річний американський велосипедист і дельтапланерист Браєн Аллен перелетів через Ла-Манш на мускулольоті «Gossamer Albatross».
У 1988 році рекорд дальності встановив Канеллос Канеллопулос, який пролетів за маршрутом легендарного давньогрецького Дедала — з Криту на материк — на машині Daedalus-88, подолавши понад 115 км.
У липні 2013 року мускулоліт Atlas отримав Приз Сікорського у 250 000 доларів, провисівши в повітрі 64 секунди й досягнувши висоти 3,33 м, при цьому залишаючись у рамках квадрата зі стороною 9,8 м.

## У культурі
Згадується у романі Володимира Кисельова «Дівчинка і птахоліт», що розповідає про дорослішання юної київської школярки Олексіївої та її друзів. За мотивами роману у 1968 році на кіностудії імені М. Горького було знято кінофільм «Перехідний вік».